# Mănăstirea Longquan
Mănăstirea Longquan din Beijing se află la poalele Crestei Phoenix, un munte magnific cu mai multe straturi de creste abrupte de unde poți vedea centrul orașului Beijing. A fost construită în primii ani ai Dinastiei Liao, în anul 957 și are o istorie ce se întinde pe mai bine de 1000 de ani.
Creasta Phoenix, cunoscută istoric ca și Muntele Zhubi, Muntele misterios sau Muntele Domnului (Zeului), adăpostește multe pesteri folosite pentru desfășurarea unor exerciții spirituale (meditații), precum Peștera Sanfo, Peștera Xuanyuan, Peștera Xianren, etc. Unele imagini ale lui Buddha cioplite pe pereții peșterii au rămas intacte până în prezent. În apropierea Mănăstirii Longquan există niște situri ale unor temple vechi, incluzând Templul Dajue, Templul Shangfang, Templul Huangpu Yard, Mănăstirea Miaofeng, Mănăstirea Geyi, Pestera Chaoyang etc.
Cei doi copaci viguroși ce se află în fața porții Mănăstirii Longquan au mai bine de 600 de ani. O dată intrat pe poartă poți vedea Podul Dragonului de Aur, cel mai bine conservat pod dintr-o singură bucată din Beijing, care se spune că ar fi fost construit de Ven.Master Jisheng, primul stareț al mănăstirii, și finanțat prin cerșit pentru pomana pentru 3 ani. Pentru o mie de ani, podul de piatră vechi și marmorat a ghidat nenumărați budisti, devotați sălașului lor spiritual. Cei doi copaci ginkgo vechi si luxurianți din interiorul templului au fost martorii vicisitudinilor prin care a trecut mănăstirea de mai bine de 1000 de ani.
După războaiele haotice ale dinastiilor Liao (907-1125) și Jin (1115-1234), Mănăstirea Longquan a fost renovată în timpul Dianstiei Yuan (1271-1368) dar din nou a căzut într-o degradare treptată până la sfârșitul Dinastiei Ming (1368-1644). În ultimii ani ai domniei împăratului Qianlong (1735-1795) din Dinastia Qing (1644-1911), administrația locală din Changping a făcut unele renovări în partea de est. Cu Podul Dragonului de Aur ca ax central, au reconstruit templul, care a fost așezat în partea de vest și a avut o expunere estică, astfel încât a fost orientat spre sud. În timpul perioadei Republicii Chineze (1912-1949), templul a fost martor în zilele sale de glorie, la târgurile templului. Un pelerin din Provincia Guangdong a donat material să se construiască Camera de ceai a relațiilor virtuoase, oferind gratuit ceai și terci de ovăz la trecători; asta a ajutat la dezvoltarea unor afinități cu publicul (cu oamenii). În timpul războiului cu Japonia (1937-1945) când țara s-a confruntat cu tulburări sociale și invadare străină, Mănăstirea Longquan a căzut în uitare. În primele zile ale Republicii Populare Chineze mănăstirea a avut doar o duzină de camere, care au fost din nou folosite ca reședințe civile și alte scopuri în timpul Revoluției Culturale (1966-1976).
Odată intrată în noua eră, după ce a experimentat multe suișuri și coborâșuri mai bine de o mie de ani, Mănăstirea Longquan a îmbrățișat un nou stil de viață. Pe 11 aprilie 2015, a fost oficial redeschisă și reîntregită ca loc de desfășurare a unor activități religioase. Ven. Master Xuecheng, VicePreședinte și Secretar-General al Asociației Budiste din China, a fost invitat să fie starețul acestei mănăstiri. Este prima mănăstire budistă deschisă oficial în districtul Haidian de la înființarea Republicii Populare Chineze și adăpostește cele trei bogății Buddha, Dharma și Sangha.